# Dazaifu

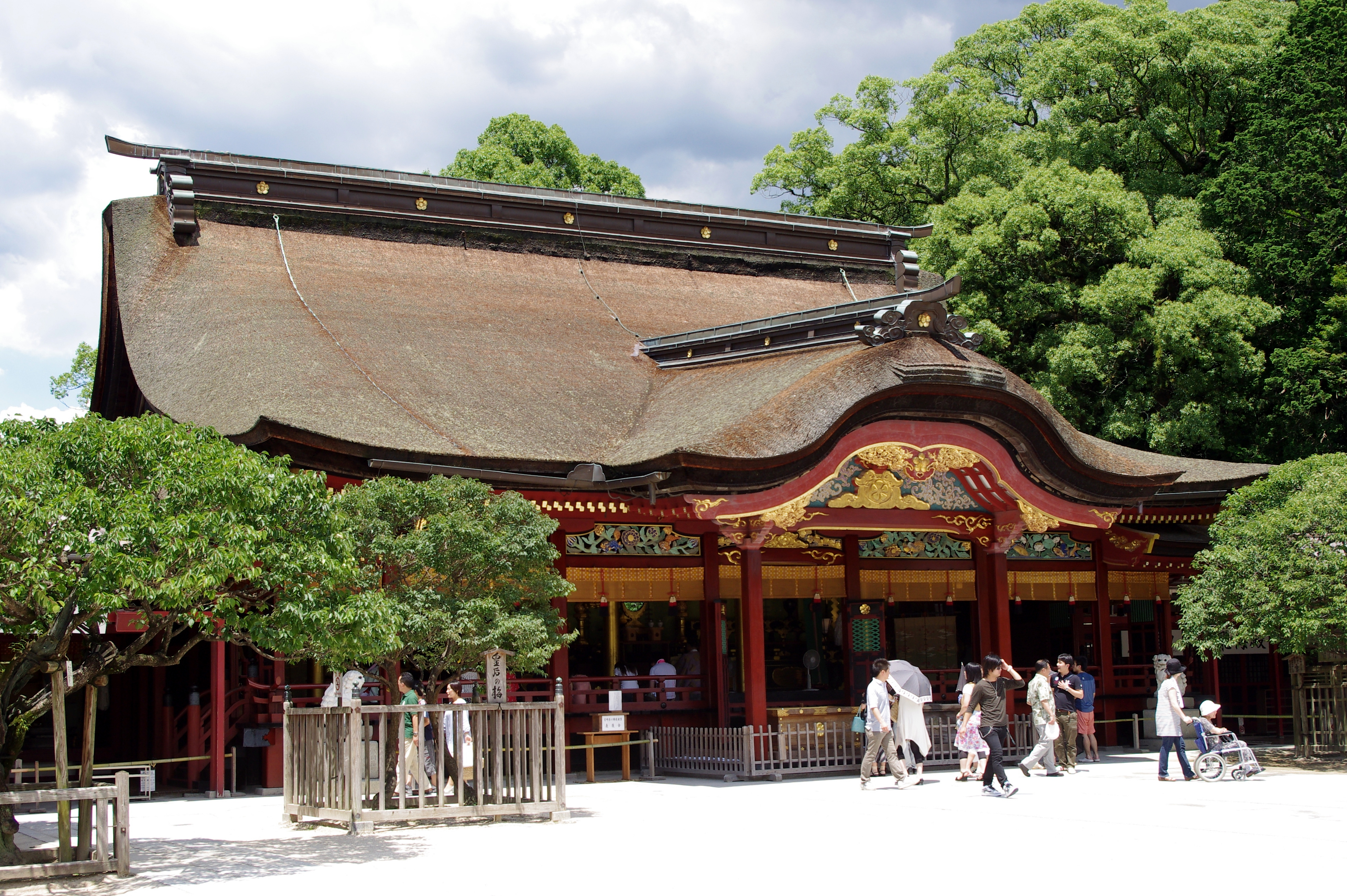
Chrám Dazaifu Tenmangū

Dazaifu (japonsky 太宰府市, Dazaifu-ši) je město v japonské prefektuře Fukuoka. Jeho celková rozloha činí 29,60 km2. K 31. březnu 2024 zde žilo asi 71 505 obyvatel, hustota zalidnění tedy činí 260 obyvatel na km2.

## Geografie
Dazaifu se nachází ve střední části prefektury Fukuoka, asi 16 km jihovýchodně od jejího hlavního města Fukuoky. Město je obklopeno horami. Na severu se rozkládá hora Šijodži, na východě hora Hóman, která dělí Dazaifu od Čikušina, a na jihozápadě hora Tenbai. Středem města protéká řeka Mikasa. V centru Dazaifu se nachází mnoho historických památek a proslulých míst. Západní a jižní části města tvoří takzvané sídlištní noclehárny pro metropolitní oblast Fukuoka.

### Sousední města
- Čikušino
- Ónodžó
- Umi

## Historie
Oblast Dazaifu byla součástí starověké provincie Čikuzen a v období Kofun byla hlavním městem starověké provincie Cukuši. Toto opevněné místo bylo císařskou civilní správou ve formě provinčního hlavního města (kokufu) vládnoucího ostrovu Kjúšú (což odpovídá postavení hradu Taga v Tóhoku). Dazaifu bylo založeno v roce 663 a jeho jméno se poprvé objevuje ve starobylé japonské kronice Nihonšoki v roce 671. 
Podle Zákoníku Taihó (大宝律令) z roku 701, což byla administrativní reorganizace přijatá císařským dvorem ve snaze zvýšit kontrolu nad svým územím, byly Dazaifu svěřeny dvě hlavní administrativní funkce, a sice dohlížet na záležitosti Cukuši (dnešní Kjúšú) a přijímat cizí vyslance. Ve městě se nacházely diplomatické mise tchangské Číny a Koreje. Byl zde rovněž zřízen penzion pro zahraniční vyslance, cestující mnichy a obchodníky neboli kórokan (鴻臚館). V dobové literatuře, jako je sbírka Manjóšú, se kórokan objevuje jako výchozí místo pro zaoceánské plavby. 
Podle vládních záznamů se katastrofální epidemie neštovic, jež zasáhla Japonsko v letech 735–737, poprvé projevila právě v Dazaifu. Od období Nara přes období Heian až do období Kamakura, bylo Dazaifu jedním z japonských vojenských a administrativních center. V období Heian se stalo místem, kam byli do vyhnanství posíláni vysoce postavení dvořané. Patřil k nim i básník, učenec a politik Mičizane Sugawara (845–903), jehož hrob se nachází v chrámu Dazaifu Tenmangū. Dvořan a válečník Sumitomo Fudžiwara (?–941) ustoupil během svého povstání v roce 941 do Dazaifu a všechny vládní úřady vypálil. 
Za Kamakurského šógunátu v letech 1185 až 1333 došlo k úpadku císařské autority, k čemuž přispěly i mongolské invaze do Japonska v letech 1274 a 1281. Následkem toho ztratilo Dazaifu svůj dřívější politický význam, který již nikdy nezískalo zpět. Do počátku období Muromači bylo politické centrum přesunuto z Kjúšú do Hakaty. V období Edo bylo Dazaifu součástí  panství Fukuoka.
V souvislosti s vytvářením moderního systému obcí v rámci reforem Meidži došlo 1. dubna 1889 k založení vesnice Dazaifu. Povýšení na městečko se Dazaifu dočkalo 1. března 1955 a za město bylo prohlášeno 1. dubna 1982.